# Империя смерти (Доктор Кто)
«Импе́рия сме́рти» (англ. Empire of Death) — восьмой и последний эпизод 14-го сезона британского научно-фантастического телесериала «Доктор Кто». Автор сценария — шоураннер сериала Расселл Ти Дейвис. Режиссёр эпизода — Джейми Донохью. Премьера эпизода состоялась 22 июня 2024 года на стриминговых сервисах BBC iPlayer и Disney+. Является второй частью истории, первой частью был эпизод «Легенда о Руби Сандей». Вместе история из двух эпизодов была также показана в кинотеатрах Великобритании.

## Сюжет
Мэл Буш помогает Доктору сбежать от Сьюзан Триад, ставшей приспешницей Сутеха. Сьюзан и Гарриет Арбинджер убивают всех вокруг с помощью смертоносного праха. Доктор и Мэл воссоединяются с Руби Сандей в Окне времени, где появляется Сутех. Он раскрывает, что зацепился за ТАРДИС после последней встречи с Доктором, и повсюду, где приземлялся Доктор, он оставил копии Сьюзан Триад, которые теперь убивают всю жизнь во Вселенной. Доктор, Руби и Мэл сбегают на ТАРДИС воспоминаний, созданной в Окне времени.
Доктор посещает выжившую «добрую женщину» на планете Агва Сантина. Она дарит ему ложку, которую Доктор использует для починки монитора Окна времени. Монитор реагирует на воспоминания Руби и показывает ей интервью премьер-министра Роджера ап Гвильяма в 2046 году. Доктор вспоминает, что Гвильям сделал ДНК-тесты обязательными, и они могут найти родную мать Руби. Сутех также заинтересован в раскрытии тайны личности матери, поскольку это единственное, на что он не может найти ответа.
Доктор, Руби и Мэл прибывают на ТАРДИС воспоминаний в 2046 год. Пока Доктор и Руби пытаются определить ДНК матери Руби, Сутех превращает Мэл в свою приспешницу, и она переносит путешественников к Сутеху в опустевшую штаб-квартиру ЮНИТ. Он нападает на Доктора, и ради его спасения Руби готова показать результат поисков. Вместо этого Руби разбивает монитор и привязывает Сутеха к верёвке. С помощью верёвки, умных перчаток и свистка, благодаря которому Доктор призывает ТАРДИС к себе, путешественники уносят Сутеха во временную воронку, убивая его и тем самым возвращая к жизни Вселенную.
В штаб-квартире ЮНИТ выясняется, что родной матерью Руби являлась 15-летняя на момент родов девушка Луиз Миллер, оставившая младенца из-за юности и плохой семьи. Доктор объясняет, что Сутех не мог увидеть её, поскольку все верили, что она особенная. Руби воссоединяется с матерью и знакомит её со своей приёмной семьёй. Руби решает найти своего отца и покидает ТАРДИС, оставаясь на Земле. Миссис Флад предупреждает зрителей, что история Доктора закончится абсолютным ужасом.

## Производство

### Разработка
Сценарий эпизода написан шоураннером сериала Расселлом Ти Дейвисом. Эпизод является последним эпизодом 14-го сезона и второй частью двухсерийной финальной истории, первой частью был эпизод «Легенда о Руби Сандей». Дейвис рассказал, что завязка истории о том, что Сутех прицепился к ТАРДИС, пришла ему в голову после просмотра серии «Пирамиды Марса» 49 лет назад.
При создании облика Сутеха дизайнерская команда хотела воссоздать оригинальную эстетику Сутеха, но в то же время не помещать его в какую-то конкретную временную рамку, а изобразить Сутеха как древнюю зловещую силу. Дейвис заявил, что Сутех больше не является осирианцем, каким он был в истории «Пирамиды Марса» (1975), а эволюционировал в бога из-за продолжительного пребывания во временной воронке, цепляясь за ТАРДИС. После завершения дизайна производственная команда использовала различные инструменты для визуализации внешности Сутеха в 3D-пространстве, включая гарнитуры виртуальной реальности. В самом эпизоде Дейвис описал египетские мотивы Сутеха как культурную апроприацию, по сюжету «Пирамид Марса» древнеегипетская мифология брала начало от осирианцев.
Дейвис описал перенос Доктора и Руби из 2046 года в 2024-й без использования ТАРДИС «временным лучом». В видеокомментарии после эпизода он раскрыл, что сожалеет об этом решении и не хчоет применять снова данный концепт.
В эпизоде завершается сюжетная арка, которая началась в рождественском спецвыпуске «Церковь на Руби-роуд» (2023), о тайне происхождения Руби и личности её родной матери. При создании личности матери Руби как обычной девушки Дейвис основывался на трилогии сиквелов «Звёздных войн», где родители протагонистки Рей сперва не были необычными людьми, хотя в последующем фильме оказалось наоборот. Дейвису больше нравилась идея, что Рей — обыкновенный человек, и он прописал мать Руби в ответ на эти фильмы. В видеокомментарии Дейвис заявил, что изначально хотел, чтобы после воссоединения Руби с родной матерью пошёл снег, как это происходило вокруг Руби ранее в сезоне, но решил убрать эту деталь после читки сценария, когда продюсерам показалось, что это уменьшило бы эмоциональный эффект и выглядело бы нелепо.

### Съёмки

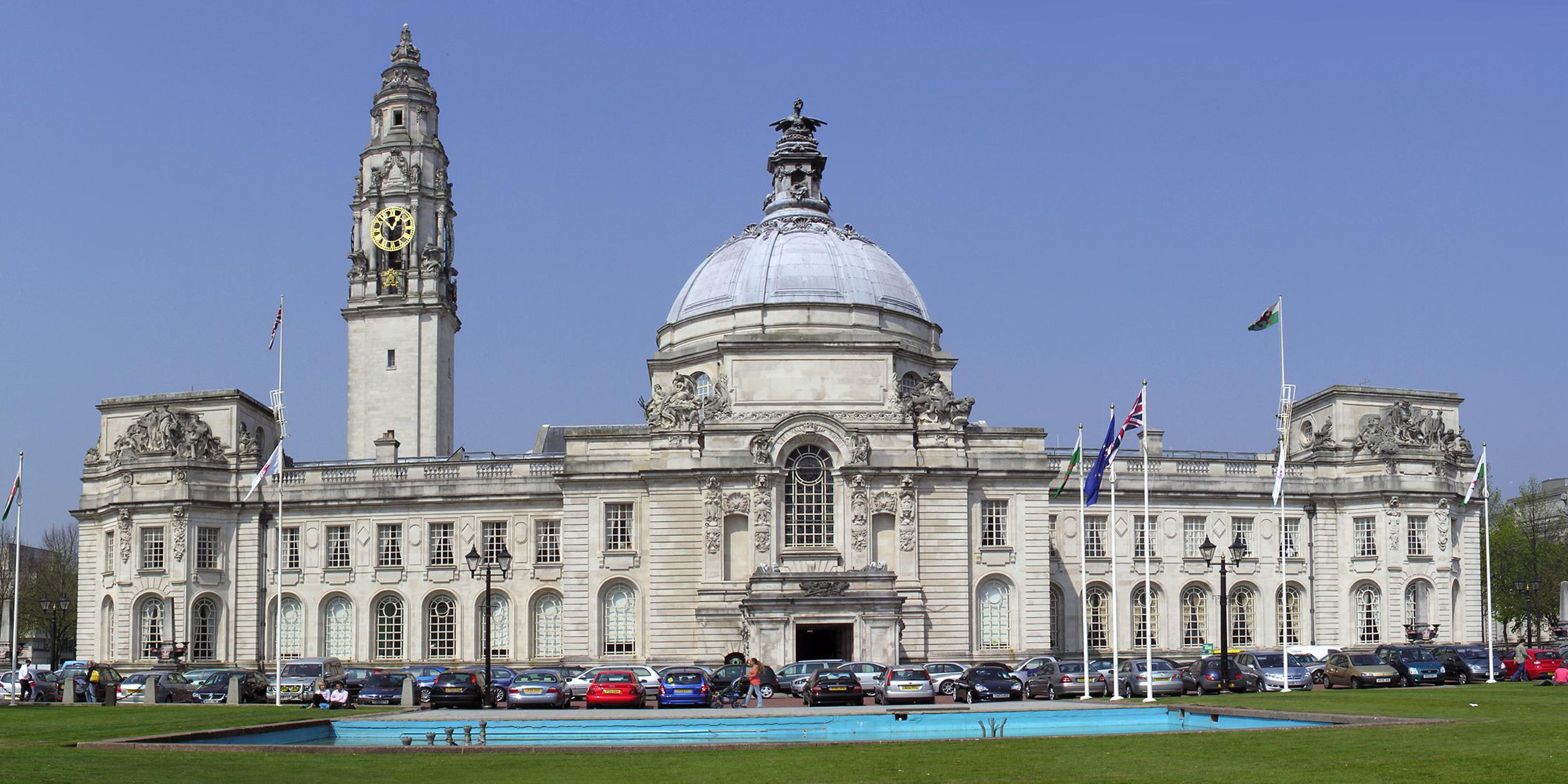
Здание мэрии Кардиффа стало съёмочной площадкой для нескольких сцен эпизода.

Эпизод был снят режиссёром Джейми Донохью. Он сравнил двухсерийный финал сезона с полнометражным фильмом. Эпизод был снят в пятом съёмочном блоке сезона вместе с предыдущим эпизодом в июне и июле 2023 года. Во время публичных съёмок для сохранения в тайне личности антагонистов использовались кодовые имена. Часть съёмок в июне была у здания One Central Square в центре Кардиффа. Дополнительные съёмки проходили недалеко от стадиона «Миллениум» в Кардиффе. Для того, чтобы обстановка выглядела лондонской, использовались двухэтажный автобус, телефонная будка и лондонский автомобиль такси. Среди других съёмочных площадок были в июле здание мэрии Кардиффа и город Барри в Уэльсе.
Съёмочная площадка для ТАРДИС воспоминаний была построена вместе с отсылками к разным прошлым интерьерам ТАРДИС и реквизитами прошлых инкарнаций Доктора и спутников. Мэл Буш в исполнении Бонни Лэнгфорд в самом эпизоде замечает костюмы шестого и седьмого воплощений Доктора, с которыми она путешествовала. Реплика консоли ТАРДИС Четвёртого Доктора была встроена в потолок комнаты. Донохью стремился передать чувство клаустрофобия в маленьком помещении ТАРДИС воспоминаний с помощью камеры. Дейвис первоначально предполагал уничтожить по сюжету эту ТАРДИС после того, как Доктор, Руби и Мэл окажутся в 2046 году, но решил отказаться от этой идеи из-за бюджета, в котором спецэффекты уже были запланированы в других частях эпизода. Вместо этого Дейвис позднее использовал съёмочную площадку повторно для съёмок выпусков «Историй из ТАРДИС», выпущенных в итоге в ноябре 2023 года как часть празднования 60-летия сериала.

### Актёрский состав
Пятнадцатого Доктора сыграл Шути Гатва, а его спутницу Руби Сандей — актриса Милли Гибсон. Также к своим ролям в данном эпизоде вернулись Бонни Лэнгфорд, Джемма Редгрейв, Ясмин Финни, Анита Добсон, Мишель Гринидж и Анджела Уинтер. Сьюзан Твист исполнила роль Сьюзан Триад, появлявшись до этого в других эпизодах сезона в разных ролях. Гэбриел Вулф вновь озвучил Сутеха, до этого играв его в истории «Пирамиды Марса» (1975). Также он ранее в сериале озвучил Зверя в истории «Невозможная планета» / «Темница Сатаны» (2006). Также в эпизоде появились Николас Бриггс (озвучил Влинкса), Дженезис Линея и Ленни Раш. Раш изначально был выбран на роль озвучивания Эрика в первом эпизоде сезона «Космические малыши», но позднее вместо этого получил более крупную роль сотрудника ЮНИТ в финале сезона. Анейрин Барнард ненадолго появился вновь в роли Роджера ап Гвильяма, ранее снявшись в эпизоде «73 ярда». Дейвис намекнул на ещё одну роль в эпизоде, которую он описал как важную. Ею оказалась безымянная «добрая женщина», которую сыграла Шан Клиффорд.

## Релиз и критика
| Агрегированные оценки            | Агрегированные оценки |
| Источник                         | Рейтинг               |
| -------------------------------- | --------------------- |
| Rotten Tomatoes (Tomatometer)    | 71 %                  |
| Rotten Tomatoes (средняя оценка) | 7,2/10                |
| Оценки критиков                  |                       |
| Источник                         | Рейтинг               |
| Comic Book Resources             | 5/10                  |
| Empire                           | [ 30 ]                |
| Evening Standard                 | [ 31 ]                |
| i                                | [ 32 ]                |
| IGN                              | 8/10                  |
| The Independent                  | [ 34 ]                |
| The Telegraph                    | [ 35 ]                |
| Total Film                       | [ 36 ]                |
| Vulture                          | [ 37 ]                |

### Релиз
Премьера эпизода состоялась одновременно на стриминговых сервисах BBC iPlayer и Disney+ в полночь по британскому времени 22 июня 2024 года. На канале BBC One эпизод был показан позднее, вечером 22 июня. Вместе с первой частью финала, эпизодом «Легенда о Руби Сандей», «Империя смерти» была показана в кинотеатрах Великобритании.
За два дня премьеры данного эпизода на телеканале BBC Four вышел седьмой выпуск «Истории из ТАРДИС», где была показана сокращённая версия истории «Пирамиды Марса» (1975), где впервые появился Сутех, с обновлёнными спецэффектами и сценами с участием Пятнадцатого Доктора и Руби в начале и конце выпуска.

### Рейтинги
За вечер на телеканале BBC One эпизод посмотрело 2,25 млн человек. Полный рейтинг за неделю составил 3,694 млн зрителей (включая просмотры на iPlayer). Среди всех выпусков недели на британском телевидении эпизод занял 18-е место (6-е место среди уникальных программ недели, 10-е место среди выпусков недели на BBC One, 3-е место среди уникальных программ на BBC One), а среди выпусков дня (субботы) на британском телевидении занял 2-е место после матча Бельгия — Румыния Чемпионата Европы по футболу 2024 на ITV1.

### Критика
Согласно агрегатору рецензий Rotten Tomatoes, 71 % из 21 критика дали эпизоду положительный отзыв, их средняя оценка составила 7,2 из 10. Консенсус критиков на сайте гласит: «С шероховатым сюжетом и раскрытием тайны, которое некоторых разочарует, „Империя смерти“ не завершает сезон безупречно, но подводит серию приключений к довольно воодушевляющему концу».
Уилл Салмон из «Total Film» похвалил актёрскую игру Гатвы и Гибсон, реализацию сюжета, фан-сервис и разрешение сюжетной линии, касающейся матери Руби. Схожим образом Стефан Мохамед из «Den of Geek» дал положительную оценку эпизоду, отметив в особенности сцену между Катвой и Клиффорд, но ему показалось, что концовка слабовата из-за отсутствия эмоционального накала на протяжении всего сезона. Роберт Андерсон из «IGN» тоже выделил актёров в данном эпизоде, упомянув Вулфа и Гатву. Он хорошо оценил сцену ухода Руби и появление матери Руби. Мартин Белам из «The Guardian» отметил игру Лэнгфорд, назвав её «искренне пугающей» и сцену, в которой Руби воссоединяется родной матерью, которую он назвал эмоциональным ядром эпизода. Однако он покритиковал эпизод за отсутствие чувства риска, сказав, что «как только целый состав второстепенных ролей встретил свой песчаный конец из-за приспешников Сутеха, стало очевидным, что последует большая перезагрузка».